# Andrzej Nowak (tłumacz)
Andrzej Nowak (ur. 18 lutego 1944 w Krakowie, zm. 18 września 2013) – polski tłumacz literatury iberoamerykańskiej.

## Życiorys
Był absolwentem studiów historycznych na Uniwersytecie Jagiellońskim. Do 1976 pracował w Instytucie Nauk Społecznych Akademii Górniczo-Hutniczej im. Stanisława Staszica w Krakowie, następnie został redaktorem w Wydawnictwie Literackim. Był związany z serią Proza iberoamerykańska.
Debiutował w 1969 na łamach pisma Student. Tłumaczył poezję i prozę z języków: angielskiego, francuskiego, hiszpańskiego, katalońskiego, portugalskiego, rosyjskiego, ukraińskiego i keczua. Opublikował tomy wspomnień To podgórskie, ludwinowskie tango…, Listy podgórskie, Podgórz – raz jeszcze.
Jest pochowany na cmentarzu Rakowickim.

## Tłumaczenia
- Eduardo Gudiño Kieffer Żeby cię lepiej zjeść, Wyd. Literackie, Kraków 1973 (także posłowie)
- Ciro Alegría Złoty wąż, Wyd. Literackie, Kraków 1973 (także posłowie)
- Adolfo Bioy Casares Plan ucieczki, Wyd. Literackie, Kraków 1974
- Reynaldo González I zawsze śmierć, jej szybki krok, Wyd. Literackie, Kraków 1974
- Miguel Otero Silva Kiedy chcę płakać, nie płaczę, Wyd. Literackie, Kraków 1974
- José María Arguedas Yawar Fiesta, Wyd. Literackie, Kraków 1975 (także posłowie)
- Adolfo Bioy Casares Wynalazek Morela, Wyd. Literackie, Kraków 1975
- Arturo Uslar Pietri Czerwony jastrząb, Wyd. Literackie, Kraków 1975 (także posłowie)
- Piętnaście opowiadań iberoamerykańskich, Wyd. Literackie, Kraków 1976
- Mario Vargas Llosa Wyzwanie, Wyd. Literackie, Kraków 1976
- Miguel Ángel Asturias Niejaka Mulatka, Wyd. Literackie, Kraków 1977
- Miguel Otero Silva Śmierć Honoria, Wyd. Literackie, Kraków 1977 (także posłowie)
- José María Arguedas Ludzka miłość, wyd. Państwowy Instytut Wydawniczy, Warszawa 1979
- José Lezama Lima Raj, Wyd. Literackie, Kraków 1979
- Ernesto Cardenal Poematy, Wyd. Literackie, Kraków 1980
- Eliseo Diego(inne języki) Nazywanie rzeczy, Wyd. Literackie, Kraków 1980 - z Markiem Baterowiczem
- Carmen Castellote Łagodnie niczym mróz, Wyd. Literackie, Kraków 1981 (także posłowie)
- Roberto Fernández Retamar(inne języki) W tym dziwnym, jakże dziwnym kraju, Wyd. Literackie, Kraków 1982
- José Lezama Lima Oppiano Licario, Wyd. Literackie, Kraków 1982
- Augusto Roa Bastos Ja, Najwyższy, Wyd. Literackie, Kraków 1982 (także posłowie)
- Miguel Ángel Asturias Bolesny piątek, Wyd. Literackie, Kraków 1983
- José Luis González Wieczór, gdy znów staliśmy się ludźmi, Wyd. Literackie, Kraków 1983
- Augusto Roa Bastos Kurupi i inne opowiadania, Wyd. Literackie, Kraków 1984 (także posłowie)
- Sergio Fernández Cárdenas Ryby , Wyd. Literackie, Kraków 1986
- José Lezama Lima Jaskółki i kraby, Wyd. Literackie, Kraków 1986 (także posłowie)
- Gustavo Sainz Koleżka Wilk, Wyd. Literackie, Kraków 1986 (także posłowie)
- Mark Twain Tomek Sawyer za granicą; Tomek Sawyer detektywem, wyd. Śląsk, Katowice 1988 (także posłowie) - z Barbarą Sławomirską
- José Lezama Lima Nieosiągalne powraca, Wyd. Literackie, Kraków 1989
- Rudolfo Anaya Tortuga, Wyd. Literackie, Kraków 1990 - z Barbarą Sławomirską
- Jean Cocteau Opium: dziennik kuracji odwykowej, Wyd. Literackie, Kraków 1990 - z Romualdą Nowak
- Barbara M. Gill Morderstwo przedszkolaka, Krajowa Agencja Wydawnicza, Poznań 1991 - z Barbarą Sławomirską
- Douglas Scott Więzy, Wyd. Morskie, Gdańsk 1991 z Barbarą Sławomirską
- Robert Arthur Jr. Tajemnica zielonego ducha, Cracovia, Kraków 1991 - z Barbarą Sławomirską
- Mario Puzo Czwarty K, Wyd. Dolnośląskie, Wrocław 1992 - z Barbarą Sławomirską
- Alfonso Vergara Radość bycia człowiekiem, WAM, Kraków 1993 - z Marią Morawetz (przetłumaczył wiersze)
- Carlos Fuentes Zmiana skóry, Rebis, Poznań 1994 - z Marią Kaniową i José Ortegą
- Lady Gregory O Świętym Brendanie żeglarzu tudzież o innych świętych i bohaterach Irlandii, Oficyna Literacka, Kraków 1994 - z Barbarą Sławomirską
- Chrétien de Troyes Zadziwiająca historia o Ereku i Enidzie przez imć Chrétiena z Troyes kunsztownie opisana, Oficyna Literacka, Kraków 1994 - z Romualdą Nowak
- Chrétien de Troyes Rycerz z wózka czyli historia imć Pana Lancelota, Oficyna Literacka, Kraków 1996 - z Romualdą Nowak
- Marc Questin Medycyna druidów, Kastel, Kraków 1994
- Lina Kostenko I dzień, i noc, i mgnienie..., Oficyna Literacka, Kraków 1997 (także posłowie)
- Bracia ochotni sławić imię Chrysta ... czyli Garść okruchów ze skarbca hiszpańskiej poezji nabożnej, Oficyna Literacka, Kraków 1997
- Mabinogion. Pani na Źródlech jako też inne historie z pradawnej Walii rodem, Oficyna Literacka, Kraków 1997 - z Elżbietą Nogieć
- Z przygód imć Amadisa z Walii, Oficyna Literacka, Kraków 1998 - z Romualdą Nowak
- Opowieść gminna o doktorze Johannie Fauście, wielce znakomitym czarnoksiężniku i magu, Oficyna Literacka, Kraków 1999
- Baśń o łabędziej dziatwie, a także inne opowieści przykładne, Oficyna Literacka, Kraków 2001 - z Romualdą Nowak
- Wasyl Machno Wędrowcy, Bonami, Poznań 2003 - z Bohdanem Zadurą i Renatą Rusnak
- Dżawad Nurbachsz Jezus w oczach sufich, NW Publications, Kraków 2006 - z Małgorzatą Radzio
- Laura Gallego García Buntownicy, Publicat, Katowice 2008 - Z Zofią Siewak-Sojką
- Wilhem z Tudeli Pieśń o kacerskich grodów dobywaniu, czyli jak katarską plagę poskromiono, Armoryka, Sandomierz 2008 - Z Romualdą Nowak
- Powieść o lisie', Armoryka, Sandomierz 2010 - Z Rajmundą Nowak
- Zmieniłaś się w młodą gołąbkę czyli Z pradawnej i nowszej poezji Synów Słońca Armoryka, Sandomierz 2011
- Tymko Padura Ukrainky, Armoryka, Sandomierz 2011
- Salvador Dalí Rewolucja paranoiczno-krytyczna, Książnica-Publicat, Poznań 2014 - z Romualdą Nowak